# اليونان البيزنطية
يتطابق تاريخ اليونان البيزنطية بشكل رئيسي مع الإمبراطورية الرومانية الشرقية أو الإمبراطورية البيزنطية.

## خلفية: اليونان الرومانية
أصبحت شبه الجزيرة اليونانية محمية رومانية في العام 146 قبل الميلاد، وأُلحقت جزر بحر آيجه إلى أراضي روما في العام 133 قبل الميلاد. تمردت أثينا والمدن اليونانية الأخرى في العام 88 قبل الميلاد، وسُحقت التمردات في شبه الجزيرة على يد الجنرال الروماني سولا. ألحقت الحروب الأهلية الرومانية مزيدًا من الدمار ببلاد اليونان، حتى جاء أغسطس ونظّم الجزيرة لتشكّل مقاطعة آخايا في العام 27 قبل الميلاد.
كانت اليونان مقاطعة شرقية تقليدية للإمبراطورية الرومانية. أرسل الرومان مستوطنين إلى بلاد اليونان وأسسوا مبانٍ جديدة في مدنها، تحديدًا في الأغورا الخاصة بمدينة أثينا، حيث بُني تمثال ماركوس أغريبا ومكتبة تيتوس فلافيوس بانتاينوس وبرج الرياح، بالإضافة إلى مبانٍ أخرى. مال الرومان لبناء علاقات جيدة مع الإغريق، بينما كان الإغريق عمومًا موالين لروما.
استمرت الحياة في اليونان تحت حكم الإمبراطورية الرومانية مثلما كانت سابقًا، وبقيت الإغريقية في تلك الفترة اللغة المشتركة والمهيمنة في القسم الشرقي الأكثر أهمية من الإمبراطورية الرومانية. تأثرت الثقافة الرومانية بشكل هائل بالثقافة الإغريقية الكلاسيكية مثلما قال هوراس، أسرت اليونان الأسيرة محتلها الغاصب. ألهمت ملاحم هوميروس الإنيادة التي ألفها فيرجيل، وكتب مؤلفون أمثال لوكيوس سينيكا مستخدمين الأسلوب الإغريقي، بينما كتب عدد من الرومان المشاهير أعمالهم باللغة الإغريقية، مثل شيبيون الأفريقي ويوليوس قيصر وماركوس أوريليوس.
خلال تلك الفترة، جُلب الكثير من المفكرين اليونانيين إلى روما بشكل مستمر، أمثال جالينوس وأبولودوروس الدمشقي. داخل مدينة روما، كانت اللغة الإغريقية محكية من طرف نخبة الرومان أو الطبقة الرفيعة، تحديدًا الفلاسفة، وحتى من طرف الطبقات الاجتماعية الأدنى والعاملة، مثل البحارة والتجارة. زار الإمبراطور نيرون اليونان سنة 66، وشارك في الألعاب الأولمبية على الرغم من أن القانون لا يسمح بمشاركة غير الإغريق. توُج نيرون، بلا شك، بالنصر في جميع المسابقات، وفي عام 67، أعلن الحرية للإغريق في دورة الألعاب البرزخية المنعقدة في كورنث، مثلما فعل تيتوس فلامينينوس منذ 200 سنة.
كان هادريان معجبًا جدًا بالإغريق، وقبل أن يصبح إمبراطورًا، شغل منصب حاكم أثينا. بنى هادريان أيضًا القوس المسمى باسمه هناك، واتخذ من الإغريقي أنطونيوس عشيقًا له.
في تلك الأثناء، خضعت اليونان ومعظم الأراضي الشرقية للإمبراطورية لتأثير المسيحية. ألقى بولص الرسول عددًا من العظات في كورنث وأثينا، وأصبحت اليونان بعد فترة قصيرة إحدى أهم المناطق التي اعتنقت المسيحية داخل الإمبراطورية الرومانية.

## الإمبراطورية الرومانية الشرقية (البيزنطية) عام 395 بعد الميلاد
خلال القرنين الثاني والثالث، قُسمت اليونان إلى مقاطعات مثل آخايا ومقدونيا وإبيروس وتراقيا. خلال حكم ديوكليتانوس في أواخر القرن الثالث، تحوّلت منطقة البلقان الغربية إلى أبرشية رومانية، وحكمها غاليريوس. خلال حكم قسطنطين الأول، أصبحت اليونان جزءًا من أبرشيتي مقدونيا وتراقيا. شكّلت الجزر الشرقية والجنوبية في بحر آيجه مقاطعة إنسولاي، وخضعت لإدارة أبرشية آسيا.
تعرضت اليونان لغزوات الهيروليين والقوط والوندال خلال عهد ثيودوسيوس الأول. وعندما حكم ستيليكو بصفته وصيًا على أركاديوس، أجلى القوط الغربيين عند ثيسالي عندما غزا هؤلاء المنطقة في أواخر القرن الرابع. سمح يوتروبيوس، وهو كبير أمناء البلاط في عهد أركاديوس، لألاريك الأول بدخول اليونان، فنهب الأخير كورنث وشبه جزيرة بيلوبونيز. تمكن ستيليكو في نهاية المطاف من طرد ألاريك نحو العام 397، وأصبح ألاريك قائد الجنود في ولاية إليريكم الإمبراطورية. في نهاية الأمر، هاجر ألاريك والقوط نحو إيطاليا، ودمروا روما عام 410، وأسسوا الإمبراطورية القوطية الغربية في شبه الجزيرة الإيبيرية وجنوب فرنسا، واستمرت تلك الإمبراطورية حتى عام 711 تزامنًا مع مجيء العرب.
ظلّت اليونان جزءًا من القسم الشرقي المتوحد نسبيًا للإمبراطورية. على النقيض من الرؤى والأفكار القديمة التي سادت في العصور القديمة المتأخرة، كانت شبه الجزيرة الإغريقية إحدى أكثر المناطق ازدهارًا في الإمبراطورية الرومانية، ولاحقًا في الإمبراطورية الشرقية أو البيزنطية. نُقحت السيناريوهات القديمة التي تتحدث عن الفقر وهجرة السكان والدمار الذي سببه البرابرة والانحلال المدني في ضوء الاكتشافات الأثرية الحديثة. في الحقيقة، يبدو أن بوليس، المبنى وليس المدينة، ظل مزدهرًا حتى القرن السادس على أقل تقدير. تؤكد النصوص المعاصرة لتلك الفترة، مثل سينيكديموش لهيروكليس، أن اليونان في العصور القديمة المتأخرة كانت متحضرة، واحتوت نحو 80 مدينة. تُعتبر الفكرة القائلة بازدهار اليونان الشديد أمرًا مقبولًا على نطاق واسع اليوم، ومن المفترض أن فترة الازدهار تلك وقعت بين القرنين الرابع والسابع بعد الميلاد، وربما كانت اليونان إحدى أكثر المناطق النشطة اقتصاديًا في شرق المتوسط.
عقب سقوط الإسكندرية وأنطاكية بيد العرب، أصبحت سالونيك، أو ثيسالونكي، ثاني المدن من ناحية الكبر ضمن الإمبراطورية البيزنطية، وُدعيت بـ «الوصي المشترك»، وجاءت طبعًا بعد مدينة القسطنطينية. بقيت شبه الجزيرة الإغريقية إحدى أقوى مراكز المسيحية في الفترة الرومانية المتأخرة والفترة البيزنطية المبكرة. عقب تعافي المنطقة من الغزوات السلافية، تمكنت من استعادة ثروتها. أدت أحداث متعاقبة، مثل الغزو السلجوقي لآسيا الصغرى وبروز الإمبراطورية القسطنطينية اللاتينية، إلى تركيز مصالح الإمبراطورية البيزنطية، بشكل تدريجي، على شبه الجزيرة الإغريقية خلال الفترة البيزنطية المتأخرة. استمرّت شبه جزيرة بيلوبونيز تحديدًا بالازدهار الاقتصادي والفكري حتى خلال فترة الهيمنة اللاتينية والتعافي البيزنطي، واستمرت كذلك حتى سقوطها بيد الإمبراطورية العثمانية.

## الغزوات اللاحقة وإعادة التنظيم (القرنين الخامس والثامن)
غزا القوط الشرقيون، تحت قيادة ملكهم ثيودريك العظيم (493–526)، اليونان عندما كانت مدرجة ضمن مقاطعة مقدونيا. غزا البلغار أيضًا تراقيا وباقي الأراضي الشمالية من اليونان عام 540 وفي مناسبات أخرى متكررة. دفعت تلك الغزوات البلغارية المستمرة بالإمبراطورية البيزنطية إلى بناء جدار دفاعي، ودُعي بـ «الجدار الأنستازي» الذي امتد لأكثر من 48 كيلومتر (30 ميل)، من مدينة سيليمبريا (سيليفري حاليًا) وحتى البحر الأسود. غزا الهون والبلغار اليونان منذ عام 559 وحتى عاد الجيش البيزنطي من إيطاليا، حيث حاول جستينيان الأول الاستيلاء على قلب الإمبراطورية الرومانية، روما.
وفقًا للوثائق التاريخية، غزا السلاف أجزاء من اليونان واستقروا فيها منذ العام 579، وفقد البيزنطيون السيطرة تقريبًا على كامل شبه الجزيرة الإغريقية خلال ثمانينيات القرن السادس. لكن لا يوجد دليل أثري يشير إلى هذا التغلغل السلافي في حدود وأراضي الإمبراطورية البيزنطية قبل نهاية القرن السادس. وبالمجمل، فآثار الثقافة السلافية في اليونان نادرة جدًا.
ظلت مدينة ثيسالونكي في منأى عن الغزو حتى هجوم السلاف عليها نحو العام 615. هُزم السلاف في نهاية المطاف، فجمع البيزنطيون السلاف المهزومين ووضعوهم في مجتمعات منفصلة، فأصبحوا يُعرفون بالصقالبة.
في العام 610، أصبح هرقل إمبراطورًا. وخلال عهده، أصبحت اللغة اليونانية اللغة الرسمية للإمبراطورية.
خلال بدايات القرن السابع، بدأ قسطنطين الثاني أول عمليات ترحيل جماعية للسلاف من شبه الجزيرة اليونانية نحو البلقان ووسط آسيا الصغرى. هزم جستينيان الثاني معظم الصقالبة، ورحّل نحو 100 ألف وحتى 200 ألف سلافي من شبه الجزيرة اليونانية تجاه بيثينيا، لكنه جند نحو 30 ألف سلافي في جيشه.

استخدمت بيزنطة السكان السلاف الذين وُضعوا في تلك المجتمعات المنفصلة من أجل الحملات العسكرية ضد أعدائها. في بيلوبونيز، جلب الغزاة السلاف الاضطراب إلى القسم الغربي من شبه الجزيرة، بينما بقي القسم الشرقي تحت قبضة وهيمنة الإمبراطورية البيزنطية.

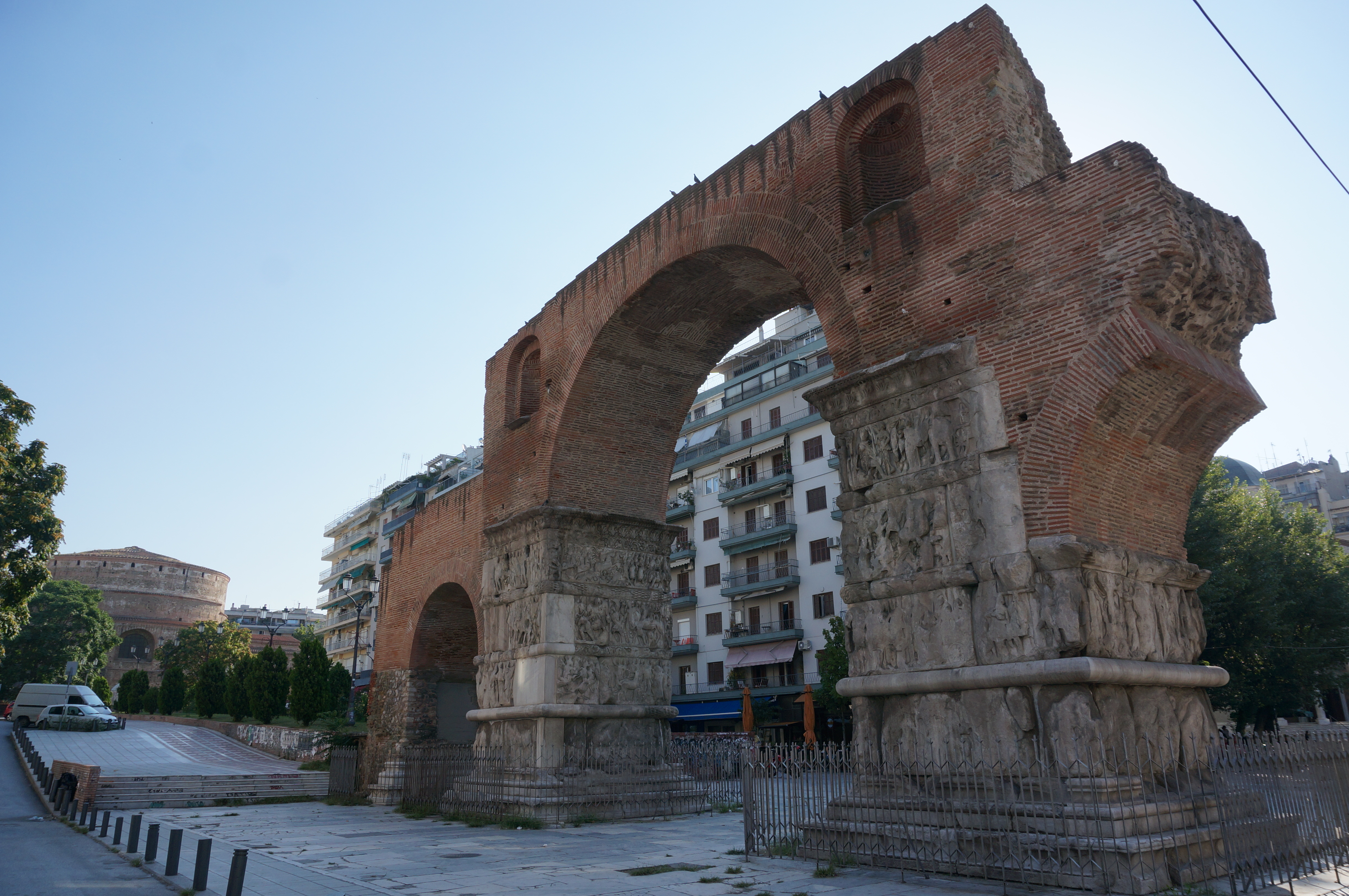
Arch of Galerius and Rotunda، سلانيك.